# Liste der denkmalgeschützten Objekte in Loosdorf
Die Liste der denkmalgeschützten Objekte in Loosdorf enthält die 14 denkmalgeschützten, unbeweglichen Objekte der niederösterreichischen Gemeinde Loosdorf im Bezirk Melk.

## Denkmäler
| Foto |                 | Denkmal                                                                                             | Standort                                       | Beschreibung | Metadaten |
| ---- | --------------- | --------------------------------------------------------------------------------------------------- | ---------------------------------------------- | --- | --- |
| ja   | Datei hochladen | Ortskapelle Albrechtsberg HERIS-ID: 69879 Objekt-ID: 82970                                          | bei Lindengasse 16 Standort KG: Albrechtsberg  | Die Albrechtsberger Ortskapelle, gestiftete von Ernestine Auersperg, wurde 1899 ihrer Bestimmung übergeben. Die erste grundlegende Renovierung wurde 2017 abgeschlossen. Links und rechts vom Eingang befinden sich Gedenktafeln für die Gefallenen der Weltkriege. | BDA-Hist.: Q38123307 Status: § 2a Stand der BDA-Liste: 2025-06-30 Name: Ortskapelle Albrechtsberg GstNr.: .48                                                     |
| ja   | Datei hochladen | Schloss und Burg Albrechtsberg HERIS-ID: 33582 Objekt-ID: 31209                                     | Pielachstraße 8 Standort KG: Albrechtsberg     | Das in Privatbesitz befindliche Renaissanceschloss wurde 1581 über einer mittelalterlichen Burg errichtet. | BDA-Hist.: Q2239986 Status: Bescheid Stand der BDA-Liste: 2025-06-30 Name: Schloss und Burg Albrechtsberg GstNr.: .1 Schloss Albrechtsberg (Loosdorf)             |
| ja   | Datei hochladen | Ledochowska-Haus HERIS-ID: 62527 Objekt-ID: 75084                                                   | Albrechtsberger Straße 6 Standort KG: Loosdorf | zeitweise Sitz der polnischen Grafenfamilie Ledóchowski und Geburtshaus der Geschwister Maria Ursula Ledóchowska, Maria Teresia Ledóchowska, Ignacy Kazimierz Ledóchowski und Wladimir Ledóchowski | BDA-Hist.: Q38100158 Status: § 2a Stand der BDA-Liste: 2025-06-30 Name: Ledochowska-Haus GstNr.: 137/1                                                            |
| ja   | Datei hochladen | Hohe Schule HERIS-ID: 34403 Objekt-ID: 32667                                                        | Alter Rathausplatz 15 Standort KG: Loosdorf    | Wohnhaus in Privatbesitz. Um 1574 von Hans Wilhelm von Losenstein als evangelisches Gymnasium für die adlige und nichtadlige Jugend errichtet. | BDA-Hist.: Q5877467 Status: Bescheid Stand der BDA-Liste: 2025-06-30 Name: Hohe Schule GstNr.: .70/1 Hohe Schule, Loosdorf                                        |
| ja   | Datei hochladen | Rathaus mit Keller HERIS-ID: 50162 Objekt-ID: 54857                                                 | Europaplatz 11 Standort KG: Loosdorf           | Das Rathaus (lokal oft als Neunzehner-Haus bezeichnet, in Bezug auf die Konskriptionsnummer des 18. Jahrhunderts) beherbergte in seiner Geschichte unter anderem eine Postfiliale, ein Gasthaus und eine Wechselstation für Postpferde. Bereits im Verfall begriffen, wurde das Gebäude von der Gemeinde erworben und wieder instand gesetzt. Die Renovierung wurde 1995 abgeschlossen. Im Zuge dieser Arbeiten wurde ein kuppelgewölbter barocker Eiskeller des 17. Jahrhunderts wiederentdeckt, der bis in die 1950er in Verwendung war und dann in Vergessenheit geriet. Dieser wurde ebenfalls renoviert und findet als Veranstaltungsraum Verwendung.                                       | BDA-Hist.: Q38038439 Status: § 2a Stand der BDA-Liste: 2025-06-30 Name: Rathaus mit Keller GstNr.: .37                                                            |
| ja   | Datei hochladen | Bildstock HERIS-ID: 62553 Objekt-ID: 75112                                                          | bei Ledochowskastraße 8 Standort KG: Loosdorf  | Der Nischenbildstock in der Nähe des Bahnübergangs mit Pilastern und einem Giebel enthält eine Statue des hl. Laurentius und stammt aus der Zeit um 1900. | BDA-Hist.: Q861143 Status: § 2a Stand der BDA-Liste: 2025-06-30 Name: Bildstock GstNr.: 2034/2                                                                    |
| ja   | Datei hochladen | Kath. Pfarrkirche hl. Lorenz und Kirchhof HERIS-ID: 50164 Objekt-ID: 54859                          | Ledochowskastraße 2 Standort KG: Loosdorf      | Die Kirche mit einem 4-jochigem Langhaus und einem leicht eingezogenen 2-jochigen Chor wurde in den 1570er/1580er Jahren errichtet. Der Turm und die Westfassade stammen aus den 1730er Jahren. | BDA-Hist.: Q38038463 Status: § 2a Stand der BDA-Liste: 2025-06-30 Name: Kath. Pfarrkirche hl. Lorenz und Kirchhof GstNr.: .71/1 Pfarrkirche Loosdorf              |
| ja   | Datei hochladen | Karner HERIS-ID: 50163 Objekt-ID: 54858                                                             | Ledochowskastraße 2 Standort KG: Loosdorf      | Der Karner neben der Kirche stammt aus dem 14. Jahrhundert, urkundlich wurde er 1499 erwähnt. Der zweijochige Bau aus unverputztem Bruchsteinmauerwerk hat einen polygonalen Schluss nach Osten, Strebepfeiler unter dem Satteldach und kleine Spitzbogenfenster. Im Obergeschoß, dessen Außentreppe aus dem 20. Jahrhundert stammt, befindet sich der ehemalige Kapellenraum, ein Saalraum mit dreiseitigem Schluss, Decke und Dachstuhl stammen aus dem Jahre 1974. Im tonnengewölbten Untergeschoß, das teilweise unterhalb des Bodenniveaus liegt, befindet sich das Beinhaus mit gemalten Weihekreuzen. Ein Verbindungsgang zur Krypta der Pfarrkirche wurde in den 1970er Jahren angelegt. | BDA-Hist.: Q38038451 Status: § 2a Stand der BDA-Liste: 2025-06-30 Name: Karner GstNr.: .71/2 Karner Loosdorf                                                      |
| ja   | Datei hochladen | Gasthaus Zum schwarzen Bären mit Wandmalerei HERIS-ID: 34402 Objekt-ID: 32666                       | Linzer Straße 2 Standort KG: Loosdorf          | | BDA-Hist.: Q37957795 Status: Bescheid Stand der BDA-Liste: 2025-06-30 Name: Gasthaus Zum schwarzen Bären mit Wandmalerei GstNr.: 149                              |
| ja   | Datei hochladen | Sebastianikapelle (ehem. Bürgerspital) HERIS-ID: 62528 Objekt-ID: 75085                             | Linzer Straße 28 Standort KG: Loosdorf         | Das ehemalige Bürgerspital mit der Sebastian-Kapelle wurde um 1730 errichtet. Der prachtvolle Altar, ein Werk von Peter Pichler aus dem Jahr 1701, wurde 1748 angekauft. | BDA-Hist.: Q38100164 Status: § 2a Stand der BDA-Liste: 2025-06-30 Name: Ehem. Bürgerspital GstNr.: .1 Sebastianikapelle, Loosdorf                                 |
| ja   | Datei hochladen | Mühlbergkapelle HERIS-ID: 62554 Objekt-ID: 75113                                                    | Mühlbergstraße 41, neben Standort KG: Loosdorf | Die schlichte Kapelle mit Spitzbogenfenstern unter einem Satteldach mit Treppengiebel und Glockentürmchen stammt aus dem Jahre 1903. | BDA-Hist.: Q38100200 Status: § 2a Stand der BDA-Liste: 2025-06-30 Name: Mühlbergkapelle GstNr.: .247                                                              |
| ja   | Datei hochladen | Befestigte Höhensiedlung Wachberg HERIS-ID: 46883 Objekt-ID: 49181                                  | Wachberg Standort KG: Neubach                  | Ende der 1980er Jahre wurden auf dem Wachberg Teile eines Hofes mit Kuppelöfen und Webstuhlgewichten ausgegraben. Er gilt als die bedeutendste Fundstelle Österreichs in der Mödling-Zöbing/Jevišovice-Gruppe. | BDA-Hist.: Q38024428 Status: Bescheid Stand der BDA-Liste: 2025-06-30 Name: Befestigte Höhensiedlung Wachberg GstNr.: 577/2                                       |
| ja   | Datei hochladen | Ortskapelle Rohr mit Glockenturm HERIS-ID: 69876 Objekt-ID: 82967                                   | bei Rohr 2 Standort KG: Rohr                   | Giebelkapelle vor gemauertem Glockenturm unter Spitzhelm, bezeichnet 1892. | BDA-Hist.: Q38123285 Status: § 2a Stand der BDA-Liste: 2025-06-30 Name: Ortskapelle mit Glockenturm (Rohr) GstNr.: 474                                            |
| ja   | Datei hochladen | Schloss Sitzenthal (Haupt- und Nebentrakt sowie Vorplatz) HERIS-ID: 69875 Objekt-ID: 82966seit 2013 | Sitzenthal 1 Standort KG: Sitzenthal           | Das in Privatbesitz befindliche Schloss Sitzenthal, im Wesentlichen im 16. Jahrhundert errichtet und im 19. Jahrhundert modernisiert, verfügt über eine dreigeschoßige elfachsige Front, eine Säulenhalle und Räume mit Gratgewölben, eine hochwertige historische Ausstattung, wertvolle Gemälde und mehrere Nebengebäude. | BDA-Hist.: Q1667919 Status: Bescheid Stand der BDA-Liste: 2025-06-30 Name: Schloss Sitzenthal (Haupt- und Nebentrakt sowie Vorplatz) GstNr.: 3 Schloss Sitzenthal |